# Böblingen járás
Böblingen járás egy járás Baden-Württembergben. Böblingen járás Stuttgart, Enz, Ludwigsburg, Calw, Tübingen, Esslingen és Reutlingen járásokkal határos. Lakosainak száma 381 281 fő (2015. december 31.).

## Népesség
A járás népessége az elmúlt években az alábbi módon változott:
| Lakosok száma | 367 208 | 381 281 | 391 640 |
|               | 2014    | 2015    | 2019    |